# Alt alamànic
L'alt alamànic és un dialecte de l'alemany alamànic que es parla al nord de Suïssa, al sud de l'estat alemany de Baden-Württemberg, a Liechtenstein, part de l'Alt Rin francés i la regió de Vorarlberg austríaca. Forma part del continu dialectal de l'altgermànic superior, en què s'inclouen l'alamànic, el bavarès i el franconi.

## Àrea lingüística
Els dialectes de l'alt alamànic es parlen a Liechtenstein i a la majoria de la Sprachraum alemanya: part de Baden-Württemberg (Alemanya), Liechtenstein, Alt Rin (França) i Vorarlberg (Àustria).
És important no confondre l'alt alamànic amb el terme «alemany suís», que es refereix a tots els dialectes alamànics de Suïssa, en oposició a la variant suïssa de l'alemany estàndard, la llengua literària de la part germanòfona diglòssica de Suïssa.

A Alemanya, els dialectes d'alt alamànic es parlen al sud de Baden-Württemberg, com per exemple a Markgräflerland i l'àrea adjacent al sud de Friburg de Brisgòvia, dins la Selva Negra. També es parla al sud de la regió de Sundgau, dins l'Alt Rin d'Alsàcia, a França. A la regió de Vorarlberg, a l'Àustria occidental, s'hi parla una forma d'alt alamànic al voltant de la conca del Rin.

## Subdivisions
L'alt alamànic acostuma a dividir-se entre les seves varietats orientals i occidentals, marcades per la línia Brünig-Napf-Reuss, a través dels cantons d'Argau i de Lucerna.
L'alt alamànic oriental inclou el zuriquès, l'alemany de Lucerna i els dialectes de Suïssa oriental.
L'alt alamànic occidental inclou el bernès, els dialectes de Solothurn i Friburg, i la majoria de dialectes d'Aargau i les parts septentrionals del cantó de Lucerna.

## Característiques
La característica distintiva dels dialectes de l'alt alamànic és la conclusió de la segona mutació consonàntica germànica, per exemple, chalt [xalt] «fred» vs. l'estàndard kalt [kʰalt].